# Piton Marcel
Piton Marcel är en bergstopp i Martinique. Den ligger i den nordvästra delen av Martinique, 26 km nordväst om huvudstaden Fort-de-France. Toppen på Piton Marcel är 1 026 meter över havet.